# Lo que está muerto no puede morir
«Lo que está muerto no puede morir» es el tercer episodio de la segunda temporada de la serie de fantasía medieval Game of Thrones de HBO. El episodio consta de una duración de 52 minutos aproximadamente y se estrenó en Estados Unidos el 15 de abril de 2012. El mismo fue dirigido por Alik Sakharov y escrito por Bryan Cogman. La trama continúa con los eventos narrados en capítulos anteriores como las consecuencias de la intromisión de Jon en los asuntos de Craster, la llegada de Catelyn a Tierra de Tormentas, el conflicto moral de Theon, la búsqueda de Tyrion del espía de su hermana en el Consejo y el ataque por parte de La Guardia Real a la Caravana que se dirige al Muro.
El episodio toma el nombre una oración utilizada por los seguidores del Dios Ahogado, en las Islas del Hierro.

## Argumento

### En Desembarco del Rey
Tyrion Lannister (Peter Dinklage) intenta poner a Shae (Sibel Kekilli) en las cocinas para que no llame la atención, pero ella se niega. La Reina  Regente Cersei Lannister (Lena Headey) cena con Sansa Stark (Sophie Turner),con la Princesa Myrcella Baratheon (Aimee Richardson), y el Príncipe Tommen Baratheon (Callum Wharry) donde discuten asuntos de la guerra y el compromiso de Sansa con Joffrey. Tyrion, en una conversación con el Gran Maestre Pycelle (Julian Glover) revela sus planes de casar a la Princesa Myrcella con el hijo menor de los Martell. A continuación hace exactamente lo mismo con Lord Varys (Conleth Hill), cambiando a Martell por Theon Greyjoy, e instantes después repite la misma acción con Lord Petyr Baelish (Aiden Gillen) cambiando al futuro esposo por Robyn Arryn, el Señor del Valle. En las tres conversaciones Tyrion deja bien claro que lo que revela es un secreto y que no debe ser contado a nadie, especialmente a la Reina. Más tarde, cuando Cersei confronta a Tyrion debido al casamiento de Myrcella con el Martell, Tyrion descubre, gracias a su plan, que es Pycelle el espía de la Reina en el Consejo. Tyrion procede a detener y encarcelar a Pycelle, y éste le confiesa que fue él quien avisó a la Reina que Jon Arryn había descubierto su relación con Jaime. Cuando Petyr descubre que fue engañado, furioso confronta a Tyrion. Este en pago lo envía a una misión, dirigirse a Tierras de Tormentas y convencer a Catelyn de liberar a su hermano.

### Más Allá del Muro
Craster (Robert Pugh) regresa con Jon Nieve (Kit Harington) y ordena a los hombres de la Guardia de la Noche que se larguen de su hogar.  El Lord Comandante Jeor Mormont (James Cosmo) admite que ya sabía de los sacrificios llevados a cabo por Craster. En su defensa alega que Craster es una parte indispensable del plan de supervivencia de La Guardia de La Noche del otro lado del Muro.

### En Invernalia
Bran Stark (Isaac Hempstead-Wright) tiene otro sueño en el cual toma la forma de su lobo huargo Verano. Cuando Bran le pregunta al Maestre Luwin (Donald Sumpter) sobre sus sueños, éste responde que la magia no es real, que los dragones se extinguieron hace tiempo ya y que los sueños generalmente no se convierten en realidad.

### En Tierra de Tormentas
El auto coronado Rey Renly Baratheon (Gethin Anthony) y su nueva esposa Margaery Tyrell (Natalie Dormer) observan unas justas en las cuales el hermano de Margaery, Ser Loras Tyrell (Finn Jones), pelea contra Brienne de Tarth (Gwendoline Christie). Catelyn Stark (Michelle Fairley) llega a tiempo para ver cómo Brienne vence a Loras y le pide al rey formar parte de su Guardia Real. Para la sorpresa de Loras, Renly acepta. Renly se siente muy confiado ya que piensa que con su fuerte ejército de 100 000 hombres puede vencer a los Lannister pero Catelyn le recuerda que sus hombres no tienten experiencia en la batalla. Más tarde, Loras se niega a tener sexo con Renly hasta que este no haya consumando su matrimonio con Margaery. Cuando Renly impotente no puede consumar su matrimonio, Margaery revela estar al tanto de su amorío con su hermano Loras e insta a Renly a seguir intentando hasta embarazarla y así estrechar verdaderamente los lazos entre sus casas.

### En las Islas del Hierro
Balon Greyjoy (Patrick Malahide) planea su guerra en el Norte junto sus dos hijos, Yara Greyjoy (Gemma Whelan) y Theon Greyjoy (Alfie Allen). Theon protesta en favor de la alianza con los Stark y su padre le recuerda, furioso, que los Greyjoy "no siembran". Yara le hace saber a Theon que tiene que escoger donde depositar su lealtad, en su familia adoptiva, los Stark, o en su verdadera Casa, Los Greyjoy. Theon, totalmente confundido, escribe una carta a Robb advirtiendo del ataque por parte de su padre al Norte, pero la quema antes de enviarla, decidiendo así, servir a su padre.  Theon, para reafirmar su lealtad, es bautizado bajo el nombre del Dios Ahogado, la deidad principal de las Islas del Hierro.

### En la Caravana
Yoren (Francis Magee) le cuenta a Arya Stark (Maisie Williams) la historia de cómo fue a parar a La Guardia de La Noche e inmediatamente escuchan un cuerno de guerra. Ser Amory Lorch (Fintan McKeown), abanderado de los Lannister, exige saber de inmediato quién de ellos es Gendry. Yoren se niega a decirlo y la batalla comienza. Arya, antes de ser capturada, le da a Jaqen (Tom Wlaschiha) un hacha para que se libere. Yoren es asesinado, al igual que Lommy Manosverdes (Eros Vlahos). Arya engaña a Lorch diciendo que Lommy era Gendry. A pesar de todo, los sobrevivientes son llevados prisioneros a Harrenhal.

## Producción

### Guion
El episodio fue escrito por Bryan Cogman, basado, una vez más, en el trabajo de George R. R. Martin en Choque de Reyes. Cogman, que ya había escrito cuatro episodios de la anterior temporada, estuvo presente en el set de filmación de las escenas de todo el episodio. 
Los capítulos del libro incluidos en el episodio son Arya IV, Tyrion IV, Arya V, Catelyn II, Tyrion VI, Bran IV, (los capítulos 15, 18, 20, 23, 26 y 29) y parte de Tyrion V y Theon II que no habían sido incluidos en el episodio anterior(21 y 25).
Varias escenas que ocurrían de una forma en el libro, tuvieron que ser rediseñadas para la serie debido a las limitaciones de las locaciones, el calendario de filmación y las restricciones de tiempo con los niños actores.   
Para la escena final, el esbozo de Cogman era más parecido al libro, con Arya, Lommy, Pastel Caliente y Gendry escapando y después de un tiempo capturados, pero finalmente los acontecimientos tuvieron que ser mezclados. Cogman mostró su consternación al tener que deshacerse de una de sus escenas favoritas de libro en la que Arya y Pastel Caliente se lanzaban a la batalla profiriendo cada uno su respectivo grito de guerra: "Invernalia" y "Pastel Caliente".

### Elenco
El episodio marca la primera aparición de importantes personajes para la trama como Margaery Tyrell y Brienne de Tarth.
Natalie Dormer fue escogida como la Reina Margaery. Su personaje tiene más edad (29 años) con respecto al de los libros (solo 15 años). Su personaje fue expandido y además Dormer fue adicionada al elenco principal.  
Para el papel de Brienne los productores escogieron a la actriz inglesa  Gwendoline Christie. De acuerdo con el creador del personaje, George R. R. Martin, cuando vio la primera jornada de las audiciones pudo observar "una docena de actrices que actuaban como Brienne y una sola actriz que era Brienne", fue uno de esos casos donde no hay debate posible.

## Recepción

### Audiencia
El número de espectadores del episodio consolidó una vez más la audiencia de la temporada, con 3,8 millones de espectadores, igualando así la audiencia de la noche pasada. En total el episodio obtuvo una audiencia de 4,5 millones de telespectadores.

### Crítica
IGN concedió al episodio un 8,5 de 10.  AV Club le dio un A-